# Мардас (деревня)
Мардас — деревня в Чагодощенском районе Вологодской области.
Входит в состав Белокрестского сельского поселения, с точки зрения административно-территориального деления — в Белокрестский сельсовет.
Расположена на трассе А114. Расстояние по автодороге до районного центра Чагоды — 19,5 км, до центра муниципального образования села Белые Кресты — 19 км. Ближайшие населённые пункты — Колобово, Костылева Гора, Трухново.
По переписи 2002 года население — 6 человек.